# Dơi lá Roux
Dơi lá Roux  (danh pháp khoa học: Rhinolophus rouxii) là một loài động vật có vú trong họ Dơi lá mũi, bộ Dơi. Loài này được Temminck mô tả năm 1835.

## Hình ảnh

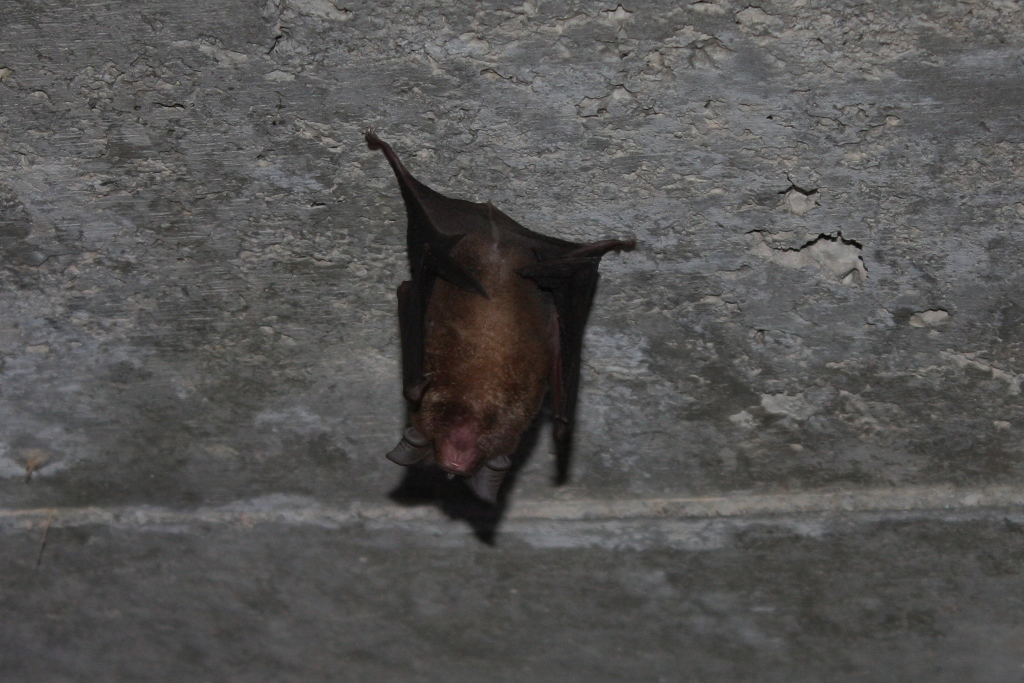
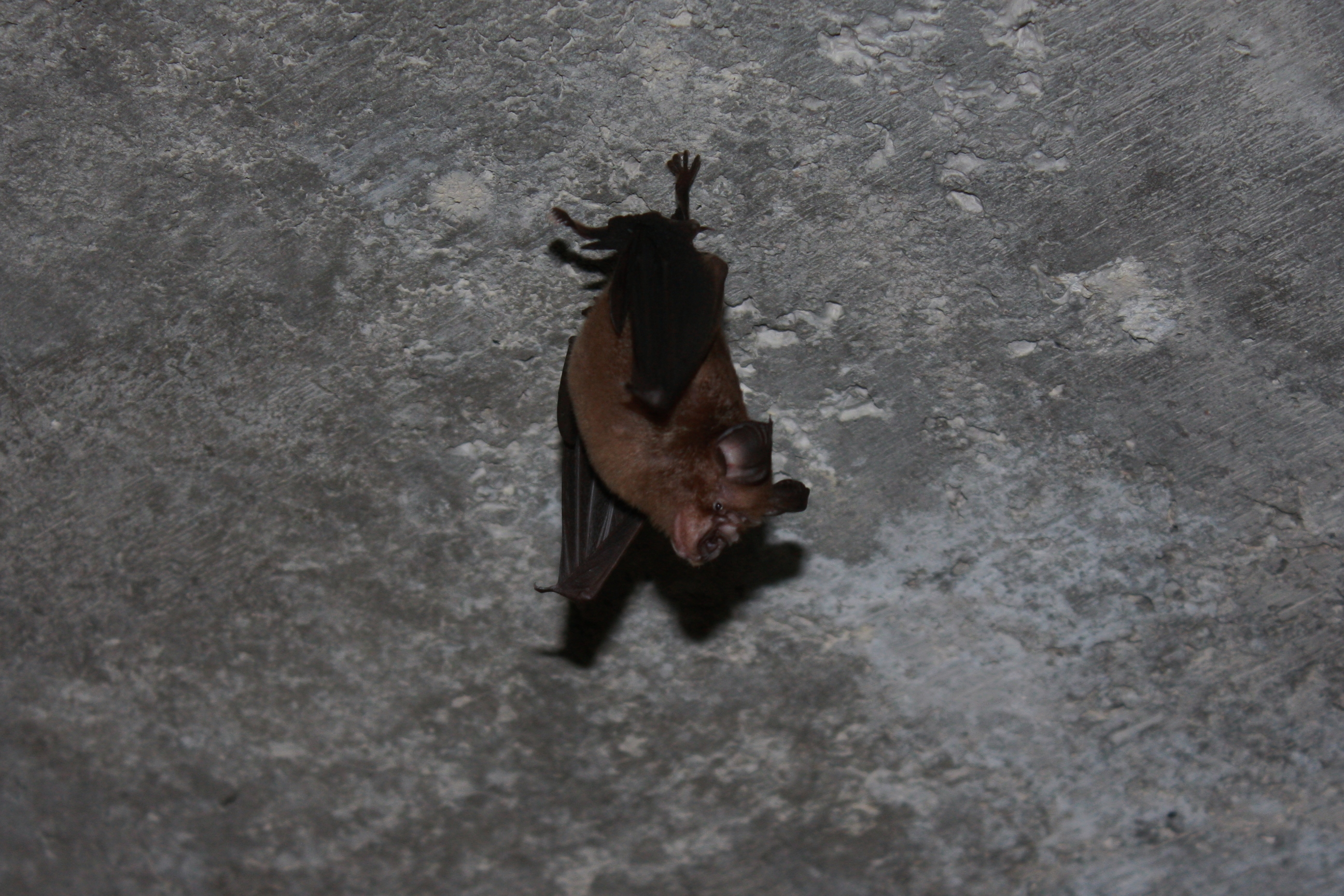